# Xysticus soldatovi
Xysticus soldatovi là một loài nhện trong họ Thomisidae.
Loài này thuộc chi Xysticus. Xysticus soldatovi được miêu tả năm 1968 bởi Utochkin.